# Наводнявани тревни и саванни биоми
Наводнявани тревни и саванни биоми са биом, един от основните хабитатни типове във физикогеографската класификация на Световния фонд за природата.
Разположени главно в Африка, Азия и Америка, те включват тревни и саванни области, които периодично са заливани с вода, образувайки характерни местообитания със специфична флора и фауна. Отделните биоми от тази група се различават значително, в зависимост от размера на наводняваните територии и периодичността и продължителността на наводняванията.